# Indaiatuba
Indaiatuba là một đô thị ở bang São Paulo của Brasil. Đô thị này có vị trí địa lý 23º05'25" độ vĩ nam và 47º13'05" độ vĩ tây, trên địa hình có độ cao 624 mét. Dân số năm 2016 ước khoảng 235.367 người.

## Sông ngòi
- Sông Jundiaí
- Sông Capivari Mirim
- Ribeirão Piraí
- Córrego Barnabé

## Nhân khẩu
Tỷ lệ tử vong trẻ dưới 1 tuổi (trên 1 triệu cháu): 12,9
Tuổi thọ bình quân (tuổi): 72,9
Tỷ lệ sinh (trẻ trên mỗi bà mẹ): 1,9
Taxa de Alfabetização: 92,3%
Chỉ số phát triển con người (bình quân): 0,829
- Chỉ số phát triển con người (thu nhập): 0,898
- Chỉ số phát triển con người (tuổi thọ): 0,798
- Chỉ số phát triển con người (giáo dục): 0,791

(Nguồn: Atlas IDH 2000 - PNUD)